# Phare d'Érié Land

Le phare d'Érié Land (en anglais : Erie Land Light), ou vieux phare de Presque Isle est un phare du lac Érié situé sur les falaises à l'est de la ville d'Érié, dans le comté d'Érié, Pennsylvanie.
Ce phare est inscrit au Registre national des lieux historiques depuis le 30 mars 1978 sous le n° 78002397.

## Historique
Le phare a été construit à l'origine en 1818, devenant l'un des premiers à être construit par les États-Unis sur les Grands Lacs. La tour a été remplacée en 1851 pour la première fois. En 1858, en raison de ses mauvaises fondations et de la qualité du sol, il s'enfonça dans le sol. La structure actuelle a été construite en 1867 et est restée en service jusqu'en 1880. Elle a été réactivée cinq ans plus tard avant d'être définitivement déclassée en 1899. La lentille et la lanterne ont finalement été retirées. Le phare a été vendu à la ville d'Érié en 1934 et a été documenté par l'Heritage Documentation Programs en 1936. Il a été inscrit au registre national des lieux historiques en 1978.
La balise, lorsqu'elle était en service, était alimentée par de l'huile minérale et affichait une lumière blanche fixe à 39 m)au-dessus du niveau moyen du lac et une portée de 17 milles marins (environ 31 km). Lorsque le phare actuel a été construit, une lentille de Fresnel de troisième ordre a été installée et son objectif a été transféré dans un autre phare lorsqu'il a été désactivé. Actuellement, la tour est équipée d'une balise de navigation maritime moderne. La ville a assuré sa restauration et le fait fonctionner à titre privé. Le phare est ouvert au public chaque année en été en tant que collecteur de fonds pour le Erie Playhouse .
Identifiant : ARLHS : USA-921  .

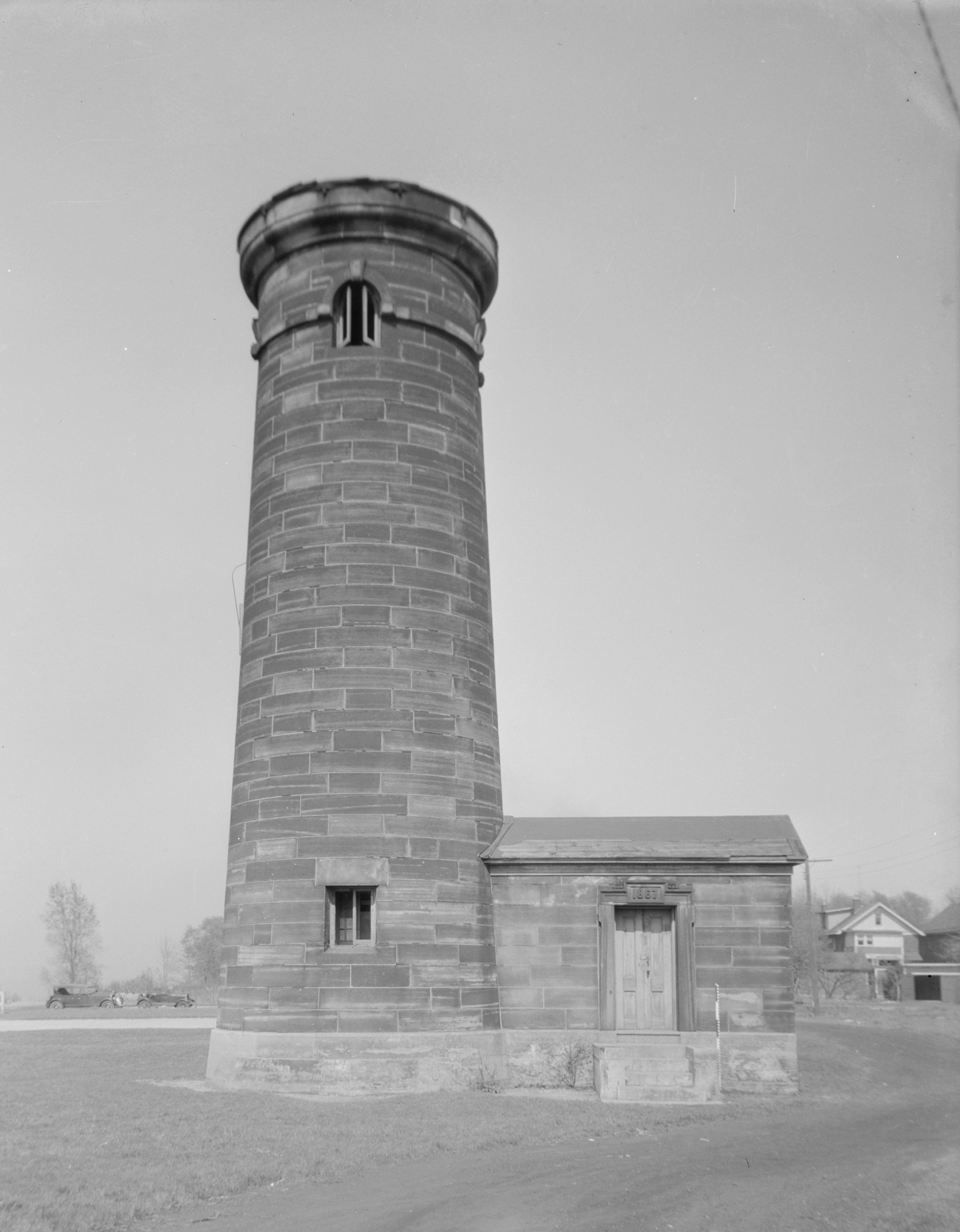
Le phare en 1936
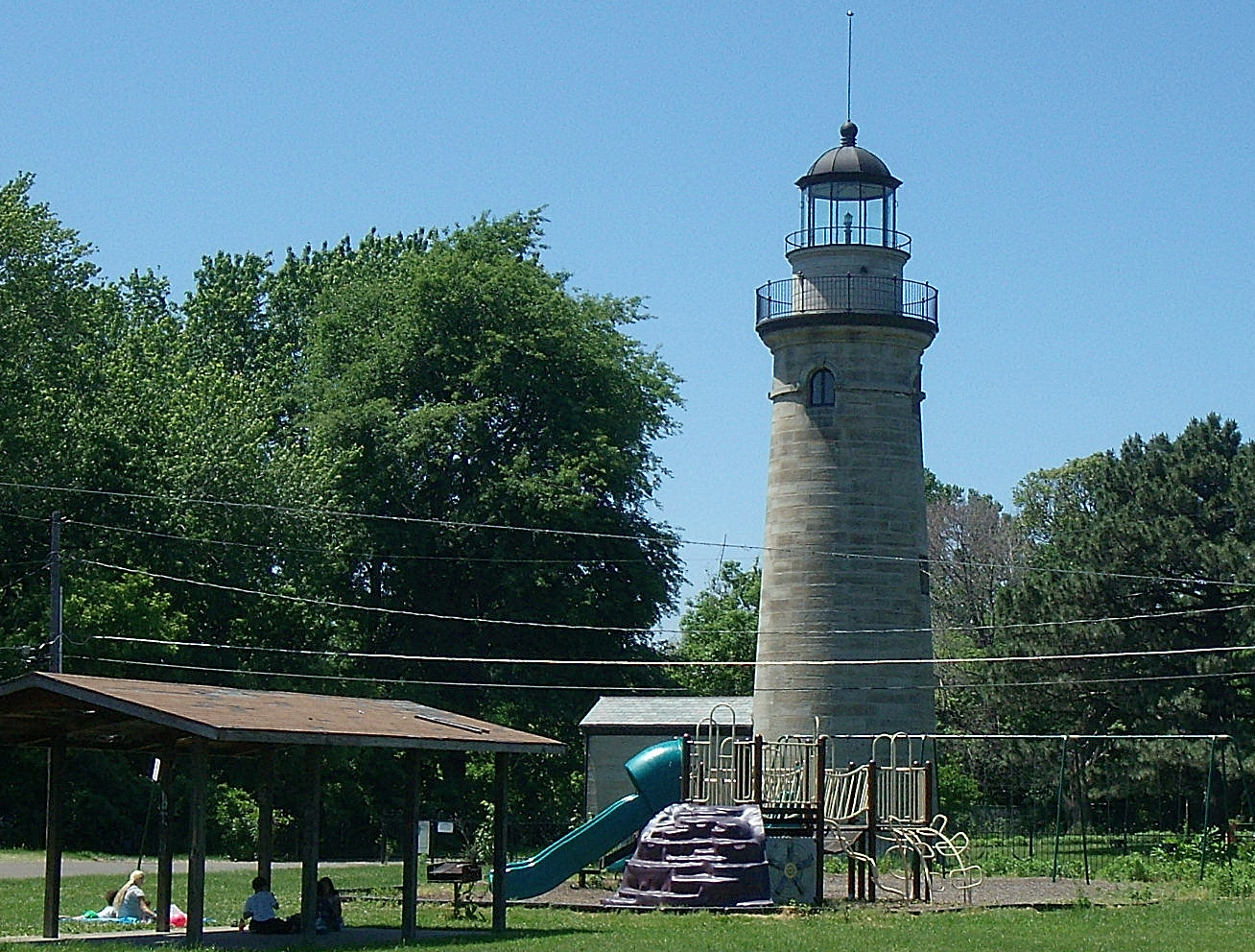
Le phare
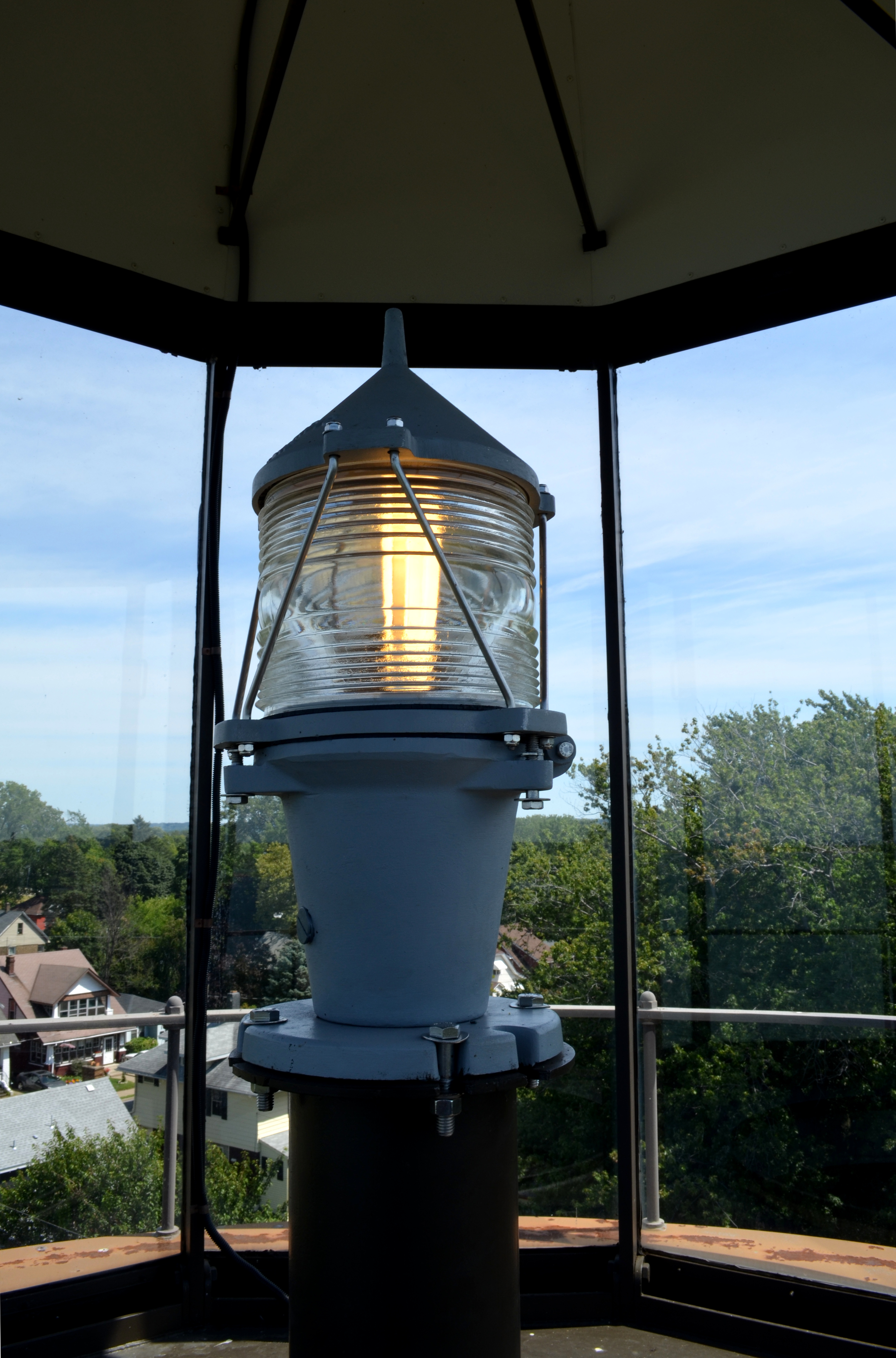
La lanterne

### Lien connexe
- Liste des phares en Pennsylvanie